# División de un cuadrado en rectángulos semejantes

Tres particiones de un cuadrado en rectángulos semejantes

La división de un cuadrado en rectángulos semejantes (o, equivalentemente, el revestir un cuadrado con rectángulos semejantes) es un problema matemático relacionado con la geometría de los teselados.

## Tres rectángulos
Solo hay una forma (exceptuando sus rotaciones y reflexiones) de dividir un cuadrado en dos rectángulos semejantes.
Sin embargo, hay tres formas distintas de dividir un cuadrado en tres rectángulos semejantes:
1. La solución trivial dada por tres rectángulos congruentes con la proporción 3:1.
2. La solución en la que dos de los tres rectángulos son congruentes y el tercero tiene el doble de longitud de lado que los otros dos, donde los rectángulos tienen una relación de aspecto de 3:2.
3. La solución en la que los tres rectángulos son todos de diferentes tamaños, con una relación de aspecto ρ2, siendo ρ el número plástico.

El hecho de que un rectángulo de relación de aspecto ρ2 pueda usarse para disecciones de un cuadrado en rectángulos semejantes es equivalente a una propiedad algebraica del número ρ2 relacionada con el teorema de Routh-Hurwitz: todos sus conjugados tienen parte real positiva.

## Generalización anrectángulos
En 2022, el matemático John Baez llamó la atención de la comunidad matemática en línea Mathstodon, sobre la cuestión de generalizar este problema a n rectángulos.
El problema tiene dos partes: qué relaciones de aspecto son posibles y cuántas soluciones diferentes existen para un n determinado. Frieling y Rinne habían publicado previamente un resultado en 1994 que establece que la relación de aspecto de los rectángulos en estas disecciones debe ser un número algebraico, y que cada uno de sus conjugados debe tener una parte real positiva. Sin embargo, su demostración no fue una prueba constructiva.
Numerosos participantes han abordado el problema de encontrar disecciones particulares mediante una búsqueda exhaustiva por ordenador de posibles soluciones. Un enfoque consiste en enumerar exhaustivamente posibles ubicaciones de rectángulos de grano grueso, y luego convertirlas en topologías candidatas formadas por rectángulos conectados entre sí. Dada la topología de una solución potencial, la determinación de la relación de aspecto del rectángulo puede entonces expresarse trivialmente como un conjunto de ecuaciones simultáneas, determinando así la solución exactamente o eliminándola de la posibilidad.
A marzo de 2023, se han obtenido los siguientes resultados (sucesión A359146 en OEIS) para el número de distintas disecciones válidas según diferentes valores de n:
| n | Número de disecciones |
| - | --------------------- |
| 1 | 1                     |
| 2 | 1                     |
| 3 | 3                     |
| 4 | 11                    |
| 5 | 51                    |
| 6 | 245                   |
| 7 | 1372                  |
| 8 | 8522                  |